# Клиничева, Елена Мухарбековна
Елена Мухарбековна Клиничева — заслуженный деятель искусств России, профессор Ростовской консерватории, главный хормейстер Ростовского музыкального театра.

## Биография
Отец — Мухарбек Инаркоевич, обладал хорошим слухом и голосом, пел в церковном хоре. Учился в реальном училище, затем в Саратовском университете. Мама — Зарифа Асламбековна, выпускница медицинского института, работала врачом-педиатром.
Елена Клиничева начала заниматься в детской музыкальной школе игрой на виолончели, затем поступила в музыкально-педагогическое училище города Владикавказа. В 1962 году во Владикавказе Аркадий Тарасович Ачеев организовал капеллу «Иристон», в которой Елена Клиничева начала петь.
Елена Клиничева поступила в Ленинградскую консерваторию, но со временем перевелась в Ростовскую консерваторию. Тогда первым ректором этого учебного заведения был Владимир Германович Шипулин. Преподавателем музыки была Н. Ф. Орлова. Оперную драматургию преподавала Лия Хинчин, педагогом по гармонии был Н. Ф. Тифтикиди. Обучаясь на пятом курсе, Елена Клиничева стала работать ассистентом Владимира Германовича Шипулина. В 1971 году стала выпускницей Ростовского государственного музыкально-педагогического института (сейчас — Ростовская консерватория), по специальности хоровое дирижирование. Квалификация — дирижер хора, преподаватель хоровых дисциплин.
С 1 мая 2002 года занимает должность профессора Ростовской государственной консерватории им. С. В. Рахманинова.
В 2003 году Елене Клиничевой было присвоено звание «Заслуженного деятеля искусств Российской Федерации».
Елена Клиничева — хормейстер-постановщик оперы «Риголетто» Джузеппе Верди, которая была номинирована на премию «Золотая маска» в 2007 году.
Муж — композитор, профессор Ростовской консерватории им. Рахманинова Леонид Клиничев, отметивший в 2008 году свое 70-летие. Есть дочь — Мадина Клиничева.
В 2015 году получила премию общественного признания «Человек года» в номинации «Театральный деятель года».
Профессор Ростовской консерватории, работает на кафедре хорового дирижирования. Преподает дисциплины: дирижирование, практика работы с хором, чтение партитур, основы научных исследований (подготовка реферата).